# Kakori
Kakori es un pueblo y nagar Panchayat situado en el distrito de Lucknow en el estado de Uttar Pradesh (India). Su población es de 19403 habitantes (2011). Se encuentra a 14 km al noroeste de Lucknow.

## Demografía
Según el censo de 2011 la población de Kakori era de 19403 habitantes, de los cuales 10157 eran hombres y 9246 eran mujeres. Kakori tiene una tasa media de alfabetización del 65,43%, inferior a la media estatal del 67,68%: la alfabetización masculina es del 69,18%, y la alfabetización femenina del 61,29%.